# 守口市立庭窪小学校
守口市立庭窪小学校（もりぐちしりつ にわくぼ しょうがっこう）は、大阪府守口市佐太中町1丁目にある公立小学校。

## 沿革

### 略歴
明治時代初期の1872年に当時の茨田郡佐太村（1889年町村制施行で庭窪村、1948年町制施行で庭窪町）に設置された郷学校を起源とする。その後学校の分離や統合を繰り返し、明治時代中期には庭窪村の小学校は大庭・宮垣内の2尋常小学校へと再編された。
大庭・宮垣内の2尋常小学校を1908年に統合し、庭窪尋常小学校として開設された。学校沿革史の上では、学校統合の時点をもって学校創立と位置づけている。
当校から八雲・東・梶・金田・佐太の5小学校を分離している。

### 年表
- 1872年 - 来迎寺に郷学校が開設される。
- 1873年6月 - 堺県第六十番小学校と称する。
- 1874年 - 佐太小学校と称する。
- 1878年 - 佐太小学校が2校へ分離。
- 1887年 - 大庭・宮垣内の2尋常小学校へ再編。
- 1908年11月27日 - 2校統合。北河内郡庭窪尋常小学校として創立。
- 1910年4月 - 高等科を併設。北河内郡庭窪尋常高等小学校に改称。
- 1934年9月21日 - 室戸台風により校舎半壊。
- 1941年4月1日 - 国民学校令により、北河内郡庭窪国民学校に改称。
- 1947年4月1日 - 学制改革により、庭窪村立小学校に改称。
- 1948年
  - 4月1日 - 庭窪町の町制施行により、庭窪町立小学校に改称。
  - 7月 - 給食を開始。
- 1952年4月1日 - 庭窪町立八雲小学校を分離。これに伴い庭窪町立庭窪小学校に改称。
- 1957年4月1日 - 庭窪町が守口市に編入されたことに伴い、守口市立庭窪小学校に改称。
- 1962年4月1日 - 守口市立東小学校[1]を分離。
- 1969年4月1日 - 守口市立梶小学校および守口市立金田小学校の2校を分離。
- 1973年4月1日 - 守口市立佐太小学校を分離。
- 1994年6月 - 大阪府教育委員会より、図画工作科の研究校に指定される。
- 1995年1月 - 阪神・淡路大震災により、被災児童の仮転入を受け入れ。
- 2003年5月 - 守口市教育委員会から、「特色ある学校づくり」推進事業研究推進校に指定される。
- 2014年4月 - 大日東町1～10番の校区が守口市立八雲東小学校に変更[2]。

## 通学区域
- 佐太西町1丁目、佐太中町1丁目・2丁目（一部[3]）・3丁目、大日町1丁目～4丁目[4]

卒業生は基本的に守口市立庭窪中学校に進学する。

## 交通
- 地下鉄谷町線・大阪モノレール 大日駅。
- 京阪バス 寝屋川1号経路 五番停留所。